# Islands ambassadører i Holland
Islands første ambassadør i Holland var Stefán Þorvarðsson i 1949. Islands nuværende ambassadør i Holland er Þórir Ibsen. Island har ikke nogen ambassade i Holland.

## Liste over ambassadører
| #  | Navn                           | Tid               | Slut på mission   |
| -- | ------------------------------ | ----------------- | ----------------- |
| 1  | Stefán Þorvarðsson             | 28 juli 1949      | 30 december 1950  |
| 2  | Agnar Klemens Jónsson          | 3 marts 1951      | 16 november 1956  |
| 3  | Kristinn Guðmundsson           | 16 november 1956  | 19 januar 1961    |
| 4  | Henrik Sveinsson Björnsson     | 19 januar 1961    | 1 august 1965     |
| 5  | Guðmundur Ívarsson Guðmundsson | 21 september 1965 | 1 august 1971     |
| 6  | Niels P. Sigurðsson            | 15 juni 1972      | 22 oktober 1976   |
| 7  | Sigurður Bjarnason             | 22 oktober 1976   | 8 december 1982   |
| 8  | Einar Benediktsson             | 8 december 1982   | 17 december 1986  |
| 9  | Ólafur Egilsson                | 17 december 1986  | 28 marts 1990     |
| 10 | Helgi Ágústsson                | 28 marts 1990     | 13 september 1995 |
| 11 | Benedikt Ásgeirsson            | 13 september 1995 | 8 marts 2000      |
| 12 | Þorsteinn Pálsson              | 8 marts 2000      | 12 marts 2003     |
| 13 | Sverrir H. Gunnlaugsson        | 12 marts 2003     | 28 april 2010     |
| 14 | Stefán Haukur Jóhannesson      | 28 april 2010     | 15 juni 2011      |
| 15 | Þórir Ibsen                    | 15 juni 2011      |                   |